# Maison Magis
La maison Magis es un edificio de estilo Art Nouveau ubicado en el número 100 de la rue Saint-Gilles, vía comercial del centro de Lieja, Bélgica.

## Historia
Es una de las primeras obras del arquitecto Victor Rogister, muy prolífico en la realización de casas Art Nouveau en Lieja. Fue construido en 1902 para J. Magis-Maréchal, comerciante.
Está incluido en la lista del patrimonio inmobiliario clasificado de Lieja desde el 11 de septiembre de 1990.
La fachada de la casa Magis, que estaba en mal estado, fue completamente renovada en 2013.

## Descripción

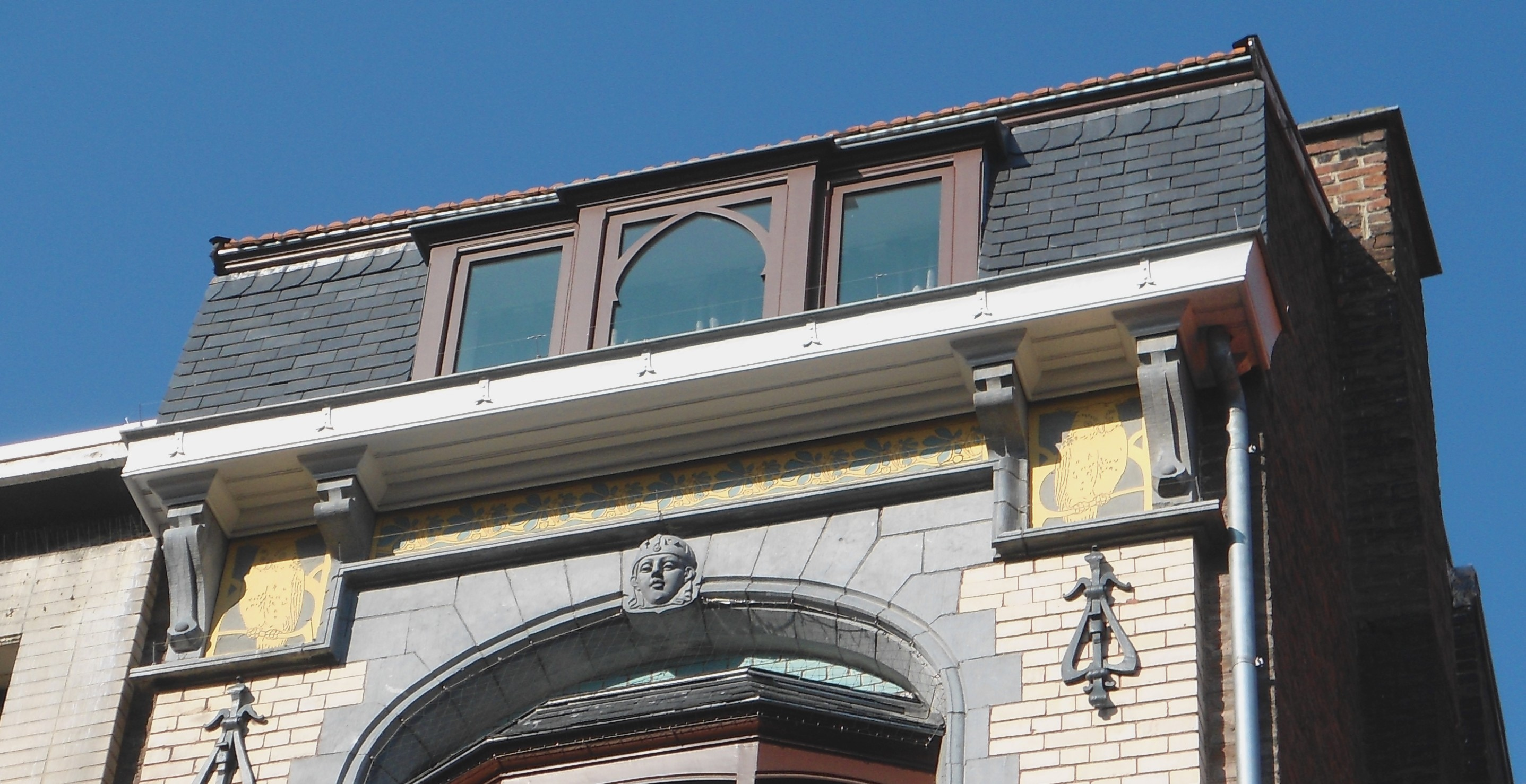
Esgrafiados y esculturas de la Maison Magis

Este pequeño edificio, de 3,5 mètres de ancho, tiene un solo vano y tres niveles.
La planta baja comercial consta de una puerta de entrada rematada por un travesaño y un escaparate adornado en su parte superior con un marco de madera curvada propia del estilo Art Nouveau. El material utilizado es piedra labrada. Sobre la vitrina hay una viga de hierro decorada con cuatro pequeñas flores estilizadas.
Las dos plantas se caracterizan por la presencia de un mirador de madera que discurre por ambos niveles. La base del mirador está ocupada por un esgrafiado con motivo floral (rosas blancas sobre fondo gris). Pequeñas maderas y vasos americanos decoran la parte superior de cada nivel. En la parte superior del mirador, se puede ver una escultura de la cabeza de un niño con casco. Los dos pisos del edificio están construidos de ladrillo blanco con piedra labrada alrededor de la ventana del mirador.
Sobre el segundo piso, tres esgrafiados se complementan para cruzar la fachada. Los dos exteriores representan dos lechuzas doradas. El del centro, todo de largo, dibuja una rama de castaño con sus hojas y bichos.